# Gymnastiek op de Olympische Zomerspelen 2012 – brug ongelijk vrouwen
De brug met ongelijke liggers voor de vrouwen op de Olympische Zomerspelen 2012 in Londen vond plaats op 28 juli (kwalificatie) en op 6 augustus (finale). De Russische Alja Moestafina won het onderdeel voor de Chinese He Kexin die het zilver pakte en de Britse Elizabeth Tweddle die het brons won. De Nederlandse Céline van Gerner strandde in kwalificatie. Zij was een van de drie reserves maar kwam niet in aanmerking voor een finaleplaats.

## Format
Alle deelnemende turnsters moesten een kwalificatie-oefening turnen. De beste acht deelnemers gingen door naar de finale. Echter mochten er maximaal twee deelnemers per land in de finale komen. De scores van de kwalificatie werden bij de finale gewist, en alleen de scores die in de finale gehaald werden, telden.

## Uitslag

### Finale
- D-score; de moeilijkheidsgraad van de oefening
- E-score; de uitvoeringsscore van de oefening
- Straf; straffen die zijn gegeven door de jury
- Totaal; D-score + E-score - straf geeft de totaalscore

| Rang   | Naam              | Land | D-score | E-score | Straf | Totaal |
| ------ | ----------------- | ---- | ------- | ------- | ----- | ------ |
| Goud   | Alja Moestafina   | RUS  | 7.000   | 9.133   |       | 16.133 |
| Zilver | He Kexin          | CHN  | 7.100   | 8.833   |       | 15.933 |
| Brons  | Elizabeth Tweddle | GBR  | 7.000   | 8.916   |       | 15.916 |
| 4      | Yao Jinnan        | CHN  | 6.800   | 8.966   |       | 15.766 |
| 5      | Viktoria Komova   | RUS  | 7.000   | 8.666   |       | 15.666 |
| 6      | Elisabeth Seitz   | GER  | 6.700   | 8.566   |       | 15.266 |
| 7      | Koko Tsurumi      | JPN  | 6.400   | 8.566   |       | 14.966 |
| 8      | Gabby Douglas     | USA  | 6.300   | 8.600   |       | 14.900 |